# Kakamega poliothorax
Tordina-de-kakamega ou tordote-de-peito-cinzento (Kakamega poliothorax) é uma espécie de ave da família Modulatricidae. É a única espécie no gênero Kakamega.
Pode ser encontrada nos seguintes países: Burundi, Camarões, República Democrática do Congo, Guiné Equatorial, Quénia, Nigéria, Ruanda e Uganda.
Os seus habitats naturais são: regiões subtropicais ou tropicais húmidas de alta altitude.